# アントーン・レッシュ
アントーン・レッシュ(ドイツ語: Anton Resch、1921年11月26日 - 1975年7月16日)は、ドイツの軍人。最終階級は空軍中尉。第二次世界大戦では総撃墜数91機を記録したエース・パイロットであり、その戦功から騎士鉄十字章を受章した。

## 経歴
レッシュは第二次世界大戦時、ドイツ空軍第52戦闘航空団第3飛行中隊に所属していた。1943年10月21日、独ソ戦(東部戦線)において、彼はソ連の攻撃機Il-2を撃墜し初の戦果を上げた。1944年1月27日に重傷を負うものの、同年6月には部隊へ復帰し、8月26日にソ連軍機7機を撃墜、その数日後の8月31日にはさらに7機撃墜を記録している。しかし9月10日に再びソ連兵の攻撃に遭い負傷してしまった。戦争終結後はソ連によって逮捕・抑留された。
レッシュの最終的な撃墜数は大戦を通して91機である。内訳は、64機(そのうち24機がIl-2)が東部戦線で、残りの27機は西部戦線で記録されたものである。

## 叙勲
- 鉄十字章
  - 二級鉄十字勲章1939年章
  - 一級鉄十字勲章1939年章
- 戦傷章
  - 戦傷章黒章
- 空軍前線飛行章
  - 黄金空軍前線飛行章
- ドイツ十字章
  - ドイツ十字章金章 (1945年1月1日)[1]
- 騎士鉄十字章
  - 騎士鉄十字章 (1945年4月7日)[2][3]